# Saint-Bonnet-de-Cray
Saint-Bonnet-de-Cray este o comună în departamentul Saône-et-Loire, Franța. În 2009 avea o populație de 433 de locuitori.

## Evoluția populației
| An        | 1975 | 1982 | 1990 | 1999 | 2006 | 2009 |
| --------- | ---- | ---- | ---- | ---- | ---- | ---- |
| Populație | 383  | 375  | 392  | 438  | 409  | 433  |